# Хантингтон-Парк
Хантингтон-Парк (англ. Huntington Park) — город в округе Лос-Анджелес в штате Калифорния в Соединённых Штатах Америки.

## История
Город назван в честь видного американского железнодорожного магната Генри Хантингтона (1850—1927). Статус города приобрёл 1 сентября 1906 года.

## Климат
Климат очень тёплый летом, когда высокие температуры, как правило, составляют около 80 градусов °F, и мягкий зимой, когда высокие температуры, как правило, составляют 60 градусов. Самый тёплый месяц года — август, а самый холодный месяц года — декабрь. 
Перепады температур между ночью и днем, как правило, умеренные летом с разницей, которая может достигать 24 °F (−4 °C), и умеренные зимой со средней разницей 22 °F (−6 °C). Среднегодовое количество осадков в этих местах составляет около 15 дюймов (ок. 400 мм). Самый влажный месяц года — февраль. 
Историческая активность торнадо в этом районе заметно выше среднего показателя по штату Калифорния.

## Демография
По данным переписи населения 2000 года в Хантингтон-Парке проживает 61 348 человек. Плотность населения равняется 7 817,4 человек на км². Расовый состав выглядит следующим образом: 41,4% белых, 0,8% черных, 1% коренных американцев, 0,8% азиатов, 0,1% жителей тихоокеанских островов, 51,1% других рас.
По данным переписи населения 2010 года в городе зарегистрировано 58 114 человек. Плотность населения равняется 7 440,2 человек на км². Расовый состав выглядит следующим образом: 97,1% испаноязычных или латиноамериканцев, 51,2% белых (1,6% не испаноязычных белых), 0,8% черных, 1,3% коренных американцев, 0,7% азиатов, 0,01% жителей тихоокеанских островов, 42,2% других рас.

## Известные уроженцы и жители
- Керри Кинг — гитарист треш-метал группы «Slayer»